# アミュプラザおおいた

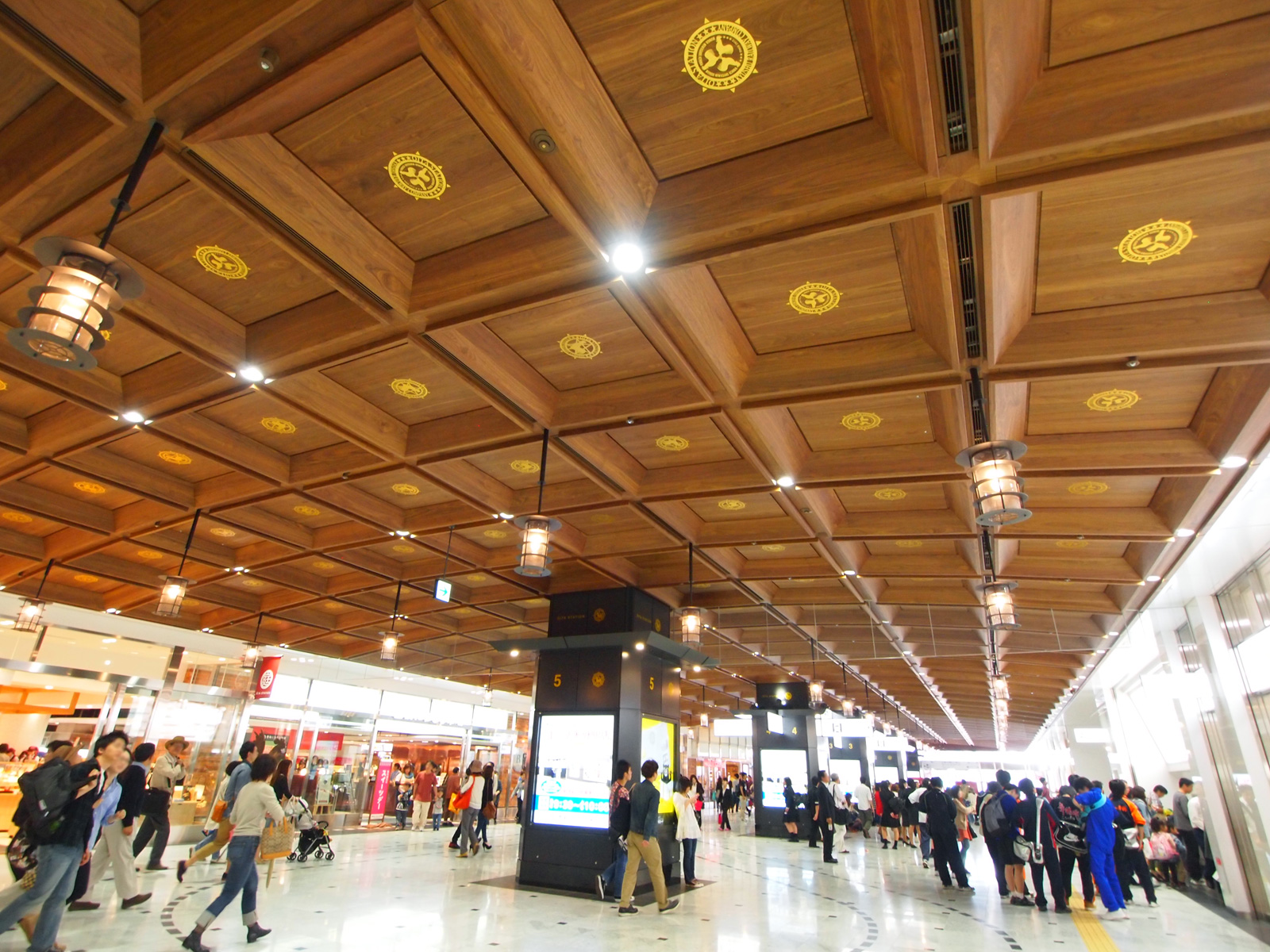
豊後にわさき市場

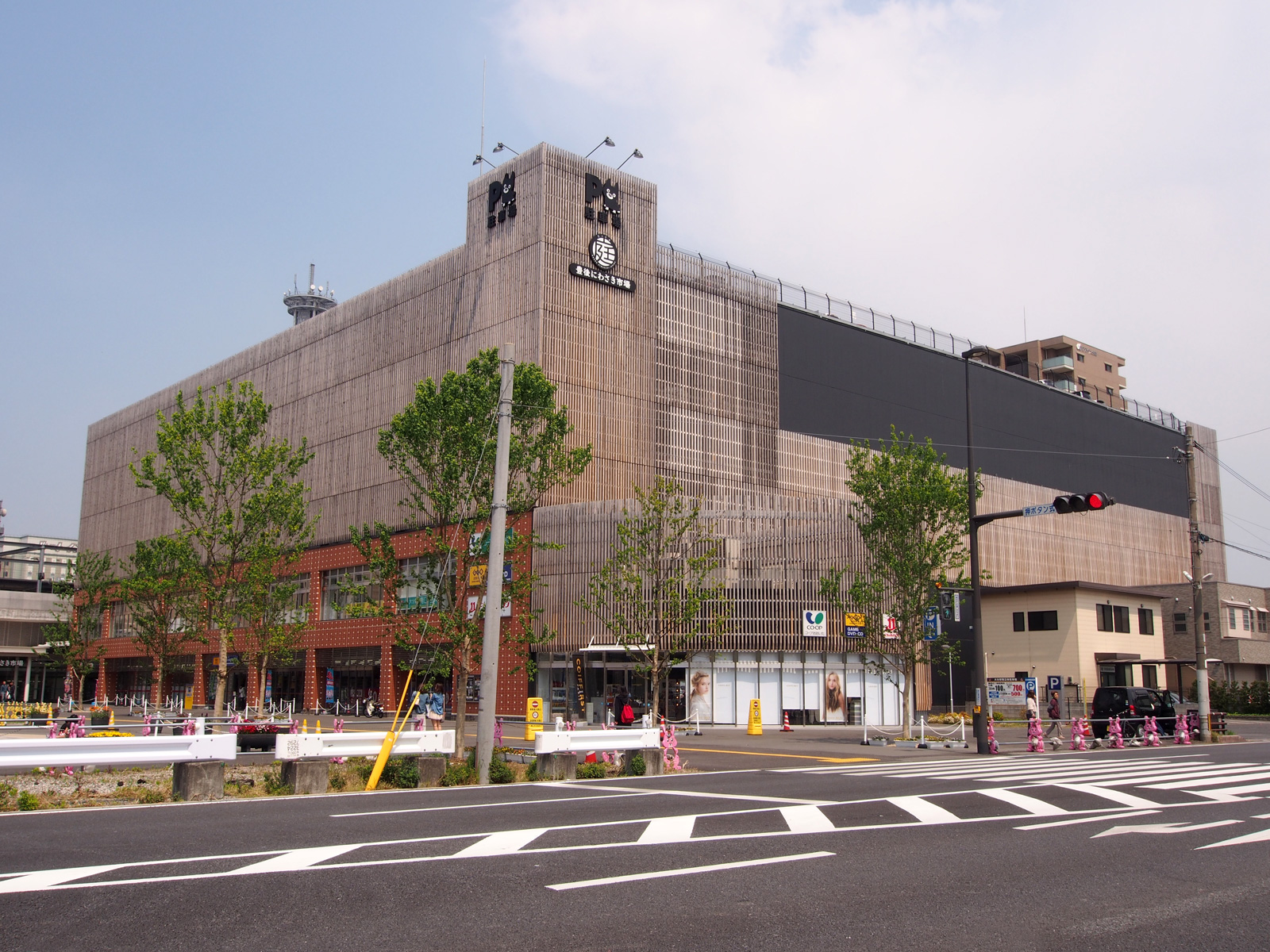
JRおおいたシティ第2駐車場

アミュプラザおおいたは、大分県大分市要町の大分駅にある駅ビル・複合商業施設である。
2015年4月16日に全面開業した。なお、本項ではJR九州ホテルブラッサム大分やシティスパてんくう等を含むJRおおいたシティに関しても記述する。

## アミュプラザおおいたとJRおおいたシティ
アミュプラザおおいたは、府内中央口（北口）側の大分駅駅ビルの1階 - 4階部分（大分駅ビルエリア）、高架下の豊後にわさき市場、及び、上野の森口（南口）側のJRおおいたシティ第2駐車場（旧大分駅南立体駐車場）にある商業施設の総称である。ただし、大分駅ビルエリアのみを指して、アミュプラザおおいたと呼んでいる報道もある。豊後にわさき市場及びJRおおいたシティ第2駐車場は2012年3月17日に既に開業している。大分駅ビルエリアを含む全面開業は当初は2015年3月を予定していたが、2015年1月に建築用資材や人手不足により開業が1ヶ月ほど遅れる見通しであることが明らかになり、4月16日に開業した。
駅ビルは地上21階地下1階建てで、アミュプラザおおいたの他に、8階にはシティ屋上ひろば（屋上庭園）が展開、8階の一部 - 18階にはJR九州ホテルブラッサム大分が、19階 - 21階には温泉施設のシティスパてんくうが入居している。これらを含めた駅ビルと、豊後にわさき市場、JRおおいたシティ第2駐車場、JRおおいたシティ第3駐車場（旧大分駅西駐車場）、JRおおいたシティ第4駐車場とを合わせた施設全体は、JRおおいたシティと呼ばれる。JRおおいたシティ全体の規模は、JR九州の商業施設としてJR博多シティ（アミュプラザ博多・博多阪急）、JRくまもとシティ（アミュプラザくまもと）、アミュプラザ鹿児島に次ぐ。

## アミュプラザおおいた内の施設

### 大分駅ビルエリア
- 大分駅ビル（1階 - 4階）
- 店舗面積 - 約31,000m2
- 店舗数 - 184店舗[5]

ここでは、出店店舗の一部を掲載する。

#### 1階：ファッション・雑貨・フード・カフェ
- BEAMS（大分初）
- BEAUTY & YOUTH UNITED ARROWS（直営店は大分初）[6]
- SHIPS（大分初）
- H&M
- DIESEL（大分初）
- canal 4℃（大分初）
- C smart（大分初）

#### おおいた駅横（1階）
- シナボン（大分初）
- シアトルズベストコーヒー

#### 豊後にわさきいっぷく横丁（1階）
- 豊後酒場

#### 2階：ファッション・雑貨・カフェ
- モンベル（大分初）
- Francfranc
- unico（大分初）
- アニメイト[7]

#### 3階：ファッション・雑貨
- ユニクロ
- WEGO（大分初）
- ABC-MART GRAND STAGE（業態としては大分初）
- Zoff Marche（九州初）
- 無印良品
- KIDDY LAND（店内の『Disney Avenue』は九州初）
- ポポンデッタ（大分初）
- ハンズ（大分初）

#### アミュのフードコート（3階）
- フレッシュネスバーガー

#### 4階：シネマ・書籍・ファッション・アミューズメント
- TOHOシネマズ
- 紀伊國屋書店
- タイトーステーション
- ヤノメガネ

#### アミュシティダイニング（4階）
- プレミアムバケット（九州初）

### 豊後にわさき市場エリア
- 店舗面積 - 約3,000m2
- 店舗数 - 33店舗

### JRおおいたシティ第2駐車場エリア
- 店舗面積 - 約2,000m2
- 店舗数 - 10店舗

## JRおおいたシティのその他の施設
- JR九州ホテル ブラッサム大分（大分駅ビル8階 - 18階） - 約8,500m2、190室（2015年4月23日開業[8]）
- シティ屋上ひろば（大分駅ビル8階） - 屋上庭園、約4,500m²（2015年4月16日開業[8]）[9]
  - 夢かなうぶんぶん堂 - 伝統的な栄螺堂（サザエ堂）の建築様式で建てられた堂で、内部は上り下りがすれ違わない二重らせん構造の螺旋階段とされている。堂内には籔内佐斗司作の七福神が展示される[10]。
  - 鉄道神社 - 豊後国一宮である柞原八幡宮の分霊を受けた神社。1964年まで駅前にあったクスノキで建立されたもので[11]、かつては旧駅舎の屋上にあった[12]。
- シティスパてんくう（大分駅ビル19階 - 21階） - 温浴施設、約2,100m2（2015年4月23日開業[8]）。大分市の地下深くにある熱水を利用した、大深度地熱温泉の一つ。
- 駐車場
  - JRおおいたシティ第1駐車場（大分駅ビル5階 - 8階） - 約900台（2015年4月16日開業[8]）
  - JRおおいたシティ第2駐車場（旧大分駅南立体駐車場） - 約860台
  - JRおおいたシティ第3駐車場（旧大分駅西駐車場） - 約220台
  - JRおおいたシティ第4駐車場 - 約65台[13]

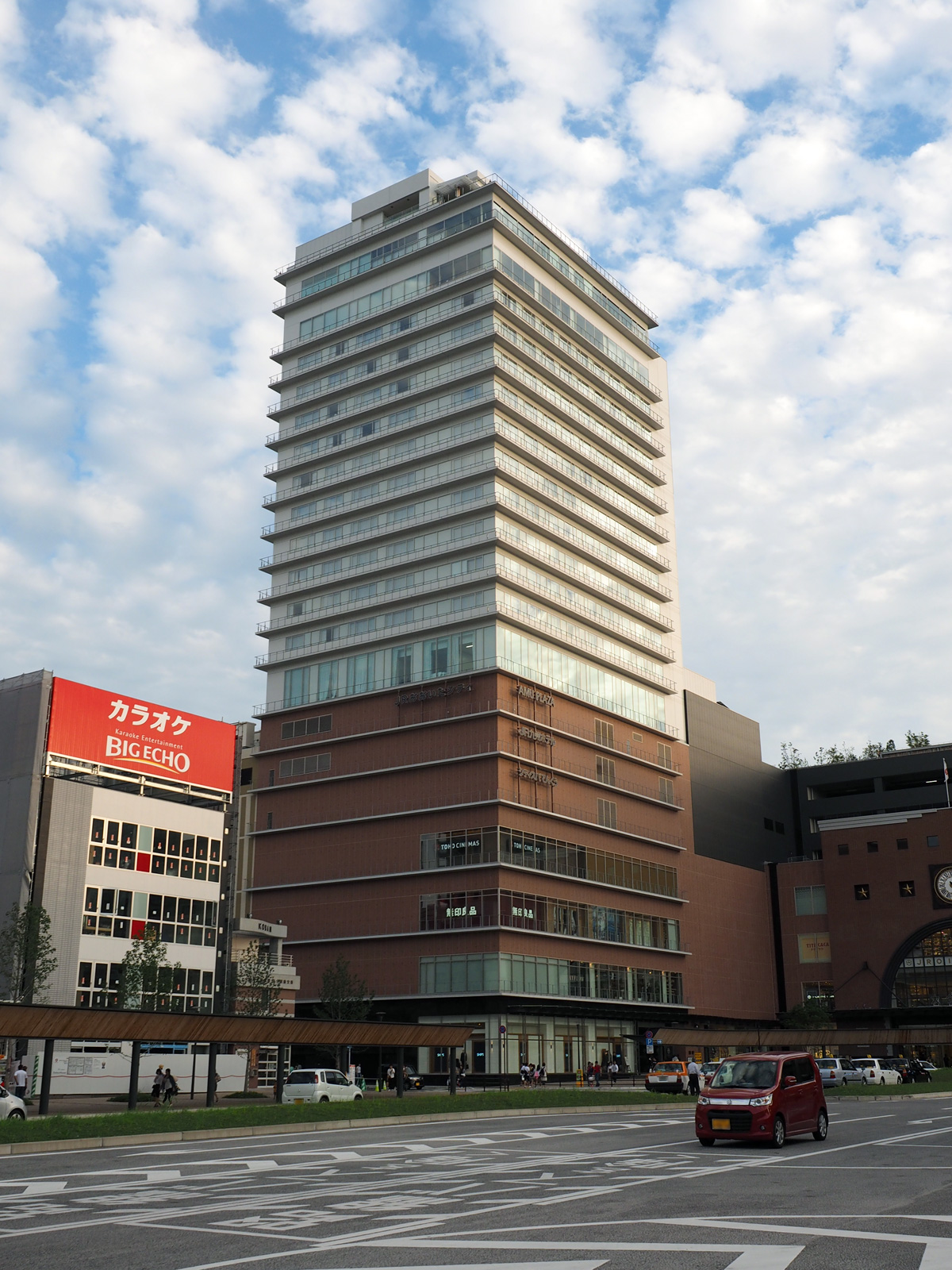
JR九州ホテルブラッサム大分
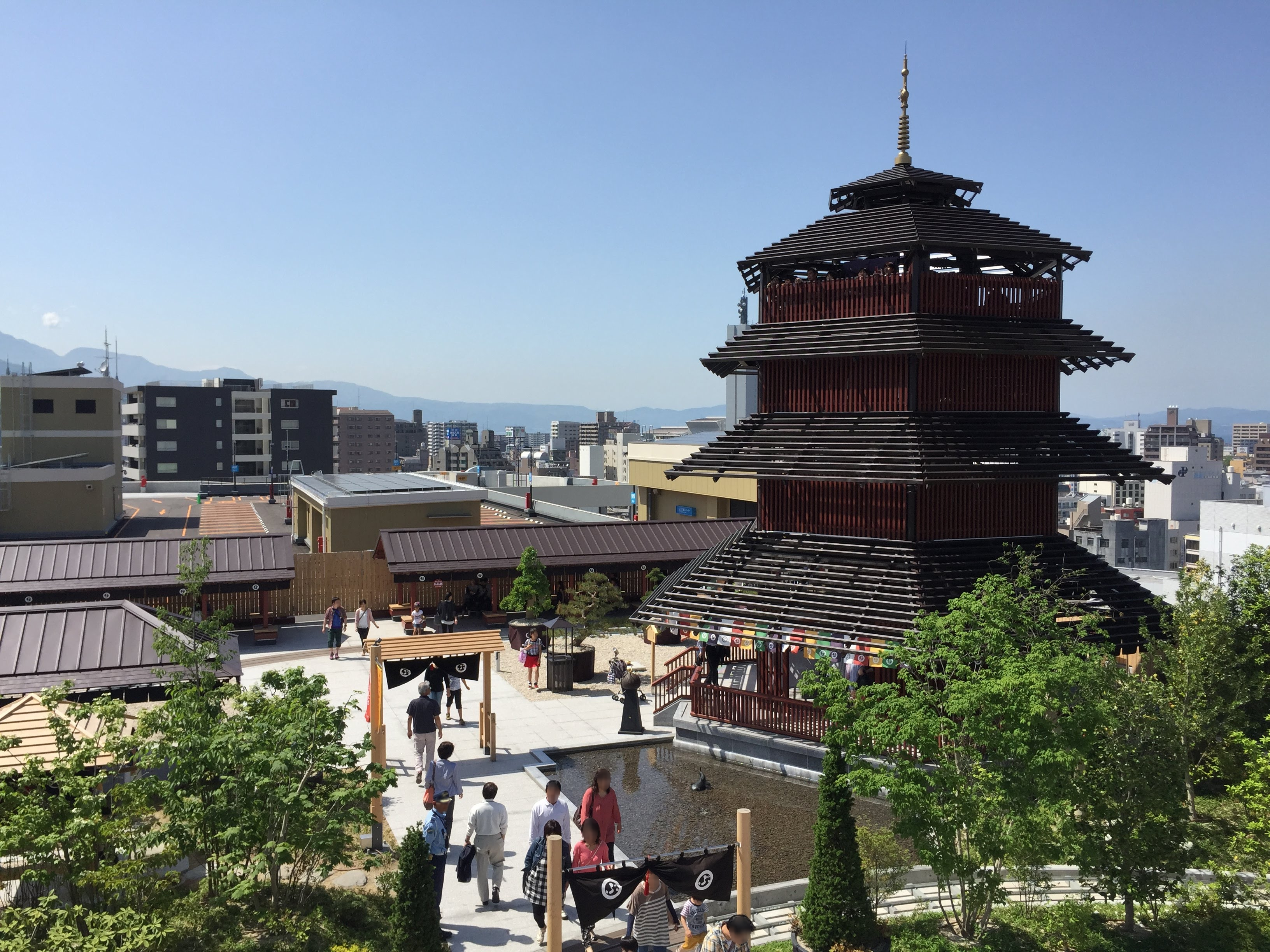
シティ屋上ひろば
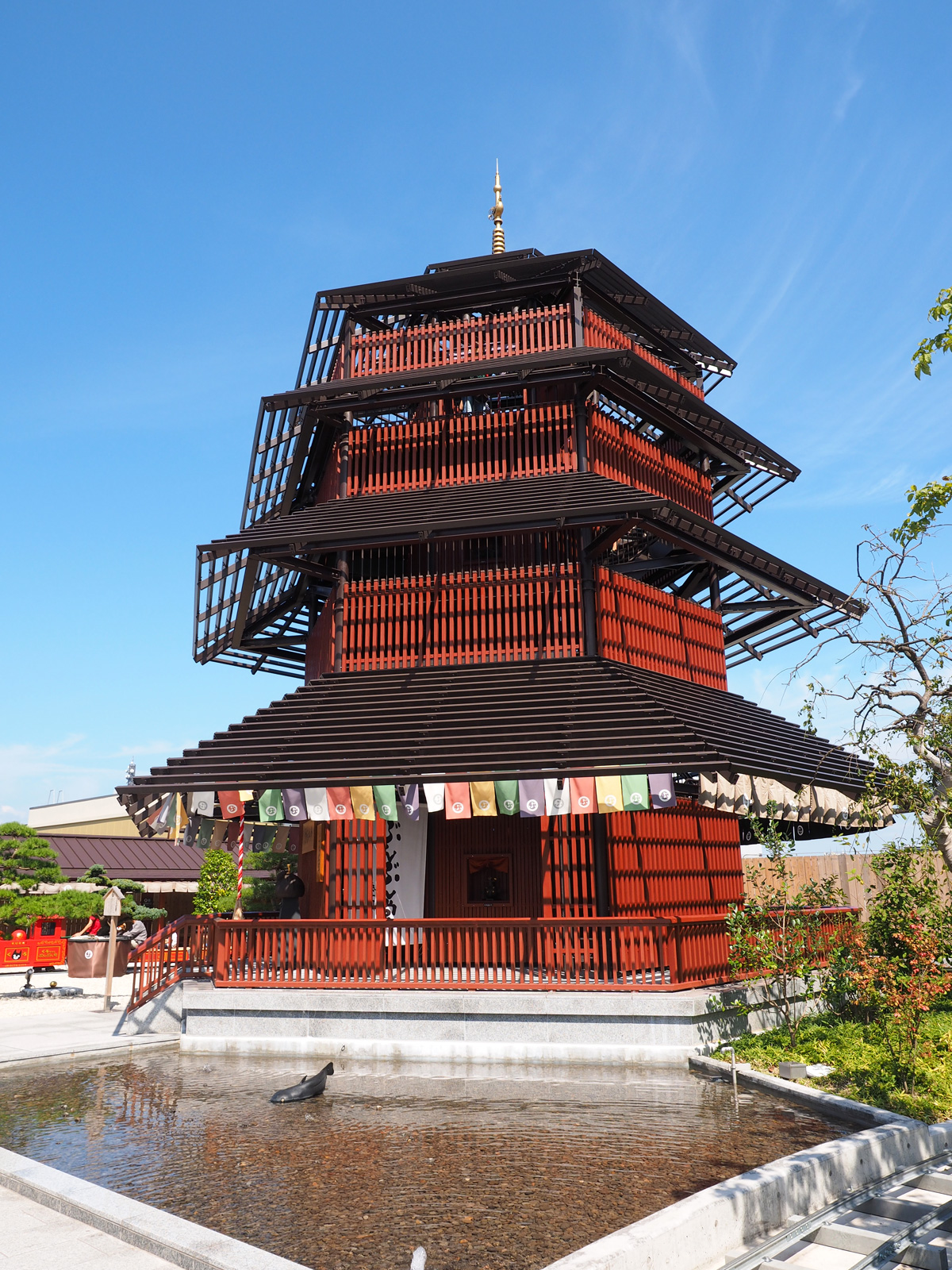
夢かなうぶんぶん堂
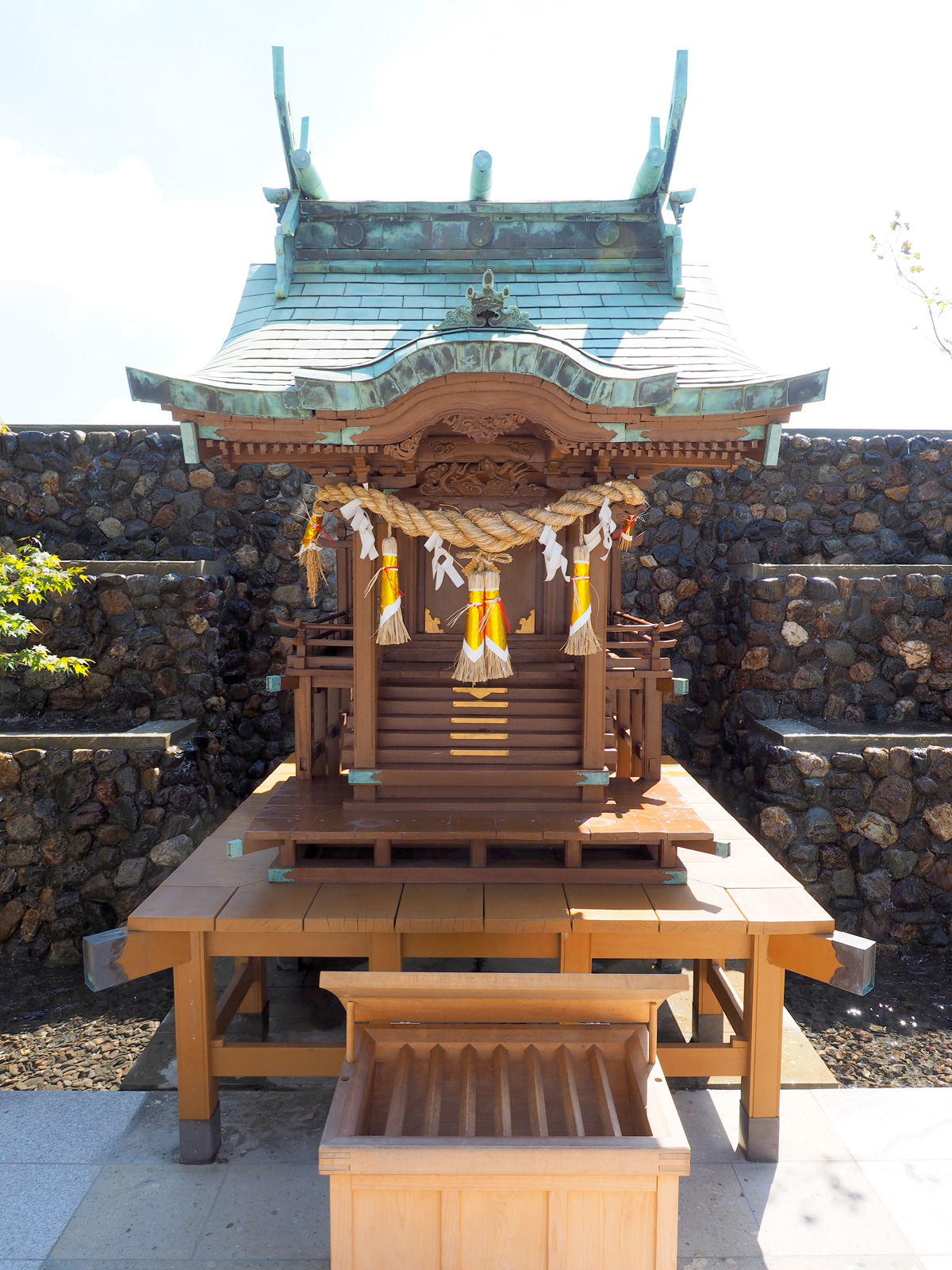
鉄道神社